# Poecilimon uvarovi
Poecilimon uvarovi är en insektsart som beskrevs av Willy Adolf Theodor Ramme 1933. Poecilimon uvarovi ingår i släktet Poecilimon och familjen vårtbitare. Inga underarter finns listade i Catalogue of Life.